# 棱茎八月瓜
棱茎八月瓜为木通科八月瓜属下的一个种。其种加词“Pterocaulis”意为“茎具翅状凸起的”。
现接受名为棱茎八月瓜（Holboellia pterocaulis T.Chen & Q.H.Chen, 1986）。